# Valea Danului
Valea Danului là một xã thuộc hạt Argeș, România. Dân số thời điểm năm 2002 là 3129 người.